# Tucum

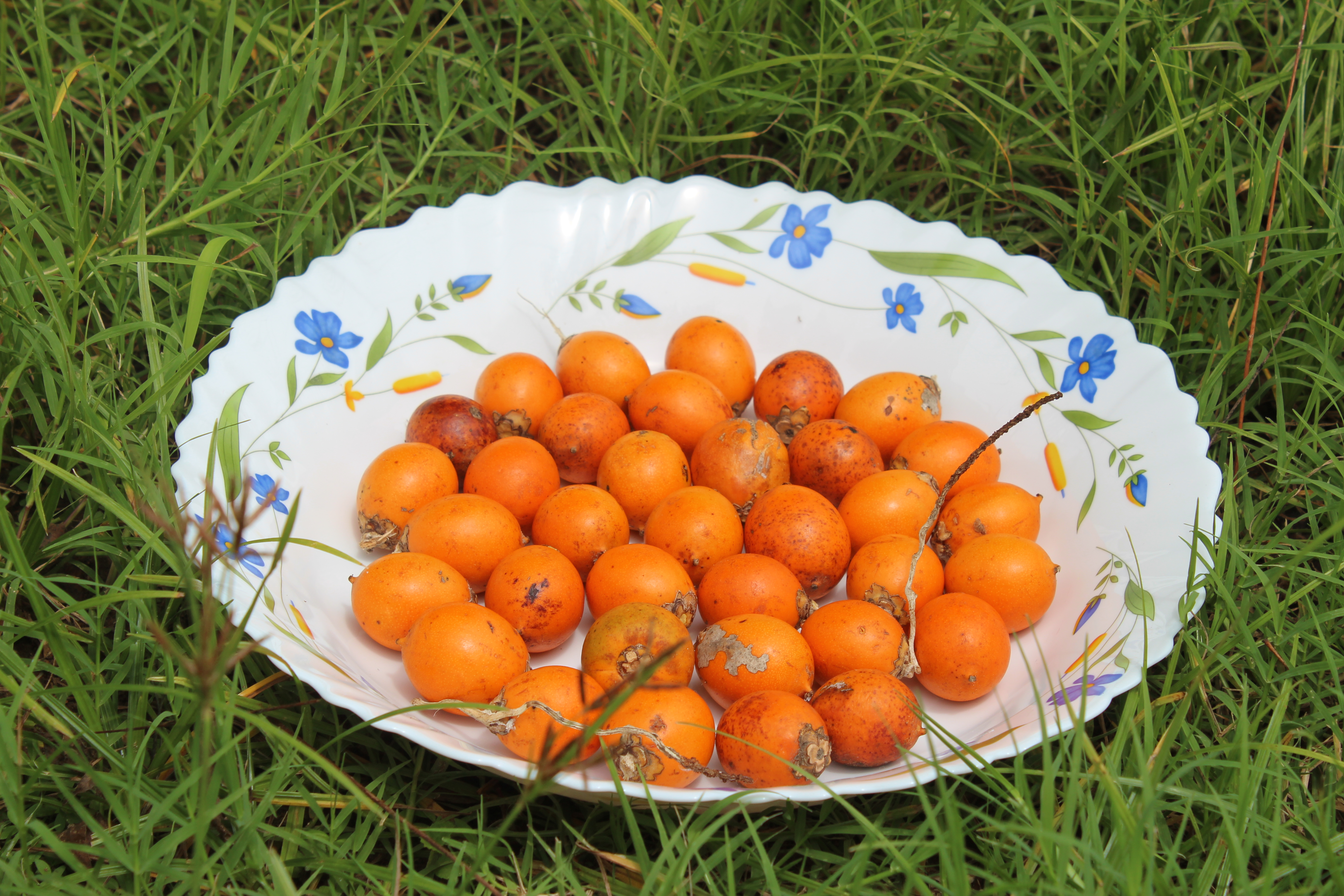
Tucum já maduro no Piauí.

Tucum (Bactris setosa), tucunzeiro, ticum ou tecum é uma palmeira que cresce formando touceiras densas. Atinge de 10 a 12 metros de altura. Tem caules coberto por espinhos, sendo muito ornamental. Seus frutos são esféricos, com cerca de 2 centímetros de diâmetro. Quando verdes, contêm pequena polpa e água no interior, como o coco-da-baía. Quando maduros, ficam roxos, adocicados e saborosos, com caroço de casca fina e castanha de polpa branca e comestível. São produzidos em cachos e consumidos ao natural, chupando-se como a jabuticaba. São, também, muito utilizados em infusão na aguardente. Ocorre na mata atlântica, do sul da Bahia até o Rio Grande do Sul. Muito usado para pesca do pacu nas bacias pantaneiras. Das folhas, faz-se uma fibra muito forte e útil. As sementes fornecem um óleo alimentício.Seu palmito é usado em diversas culinarias. É também comum entre os povos indígenas Guarani, do interior do Brasil, a utilização do Tucum para manufatura do "arco de tucum", denominado por esta de Guyrapa tuku gui gua.

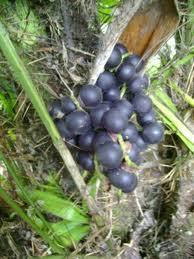
Cacho de frutos.

## Etimologia
"Tucum", "ticum" e "tecum" procedem do tupi tu'kum.